# Casapulla
Casapulla – miejscowość i gmina we Włoszech, w regionie Kampania, w prowincji Caserta.
Według danych na rok 2004 gminę zamieszkiwało 7866 osób, 3933 os./km².